# The Ballad of Chevy Chase
The Ballad of Chevy Chase, anche nota come Chevy Chase o Chevy Chace, è il titolo di due distinte ballate tradizionali inglesi che narrano entrambe la stessa vicenda. Essendo state tramandate oralmente prima d'essere trascritte, è probabile che siano esistite differenti versioni di questa canzone popolare.

## Tema
Le due ballate raccontano la storia di una grande battuta di caccia (chase) presso una tenuta a Cheviot Hills, da cui deriva parte del titolo, Chevy Chase. La caccia è condotta da Henry Percy, conte di Northumberland. Il conte scozzese di Douglas si è dimenticato di tale caccia e crede quindi che sia in atto l'invasione della Scozia. In risposta al presunto invasore decide di attaccare, scatenando una sanguinosa battaglia a cui sopravviveranno solo 110 persone. Entrambe le ballate sono state raccolte nel Thomas Percy's Reliques e la prima delle due nel Francis James Child's English and Scottish Popular Ballads.

### Prima ballata
(Philip Sidney, Defence of Poesy)
La prima delle due ballate di Chevy Chase fu forse scritta attorno al 1430, sebbene la prima versione scritta a noi pervenuta è contenuta nel libro The Complaynt of Scotland, una delle prime stampe in Scozia; il libro risale al 1540 circa, e al suo interno la ballata viene intitolata The Hunting of Cheviot.

### Seconda ballata
Attorno al 1620 fu scritta la seconda ballata, in inglese moderno, ed è ritenuta la versione più nota della Ballad of Chevy Chase.

## Fondamenti storici

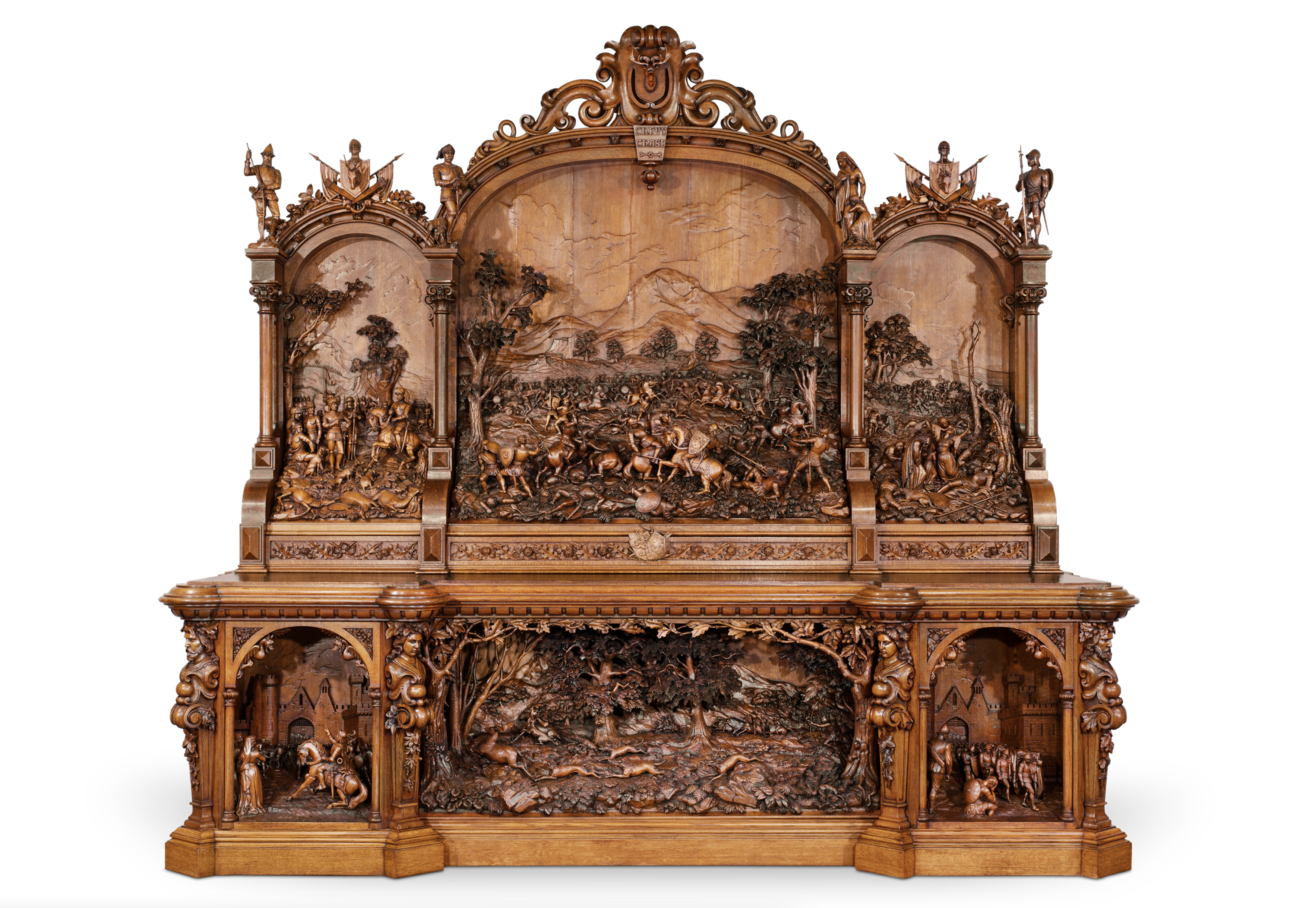
Il Buffet di Chevy Chase (1862) di Gerrard Robinson, che racconta la storia in intaglio nel legno, che è ampiamente considerato uno dei mobili intagliati più belli del XIX secolo e un'icona del mobilio di stile vittoriano.

Si ritiene che le due ballate si basino su un evento realmente accaduto, la battaglia di Otterburn (1388), sebbene le vicende storiche non siano narrate coerentemente con quanto realmente accaduto. 
La prima ballata include, fra l'altro, questi versi:
that tear begane this spurn;

Old men that knowen the grownde well yenoughe

call it the battell of Otterburn.»
Esiste una terza versione della ballata, intitolata The Battle of Otterburn, che sicuramente si riferisce alla nota battaglia.

## Influenza
Sia l'attore Chevy Chase che la città di Chevy Chase, in Maryland, prendono il nome da tali ballate.